# Музей Сент-Круа
Музей Сент-Круа (фр. Musée Sainte-Croix) — достопримечательность на территории французского города Пуатье. Музей расположен по адресу 3 bis rue Jean Jaurès. В нем собраны археологические коллекции, живопись и скульптура.

## История
Музей Сент-Круа был создан в 1974 году. Он стал первым музеем в Пуату-Шаранта, в котором хранятся коллекции произведений искусства и археологии и стал работать как "Культурный центр Сент-Круа". В 1976 году музей получил Европейскую премию по архитектуре. Дизайнером выступил Жан Монж (фр. Jean Monge).
В Музее Сент-Круа представлены экспонаты — археологические находки, которые датируются галло-римским периодом и средники веками. Среди известных экспонатов — статуя Афины, созданная в I веке нашей эры, лиможские эмали, которые датируются XII—XIII веками. В Музее представлены картины художников из Италии, писавших свои работы в XV—XVI веках. Среди других экспонатов — портреты, созданные фламандскими художниками в XVII веке. Представлены многочисленные скульптуры, в том числе работы Камиллы Клодель. В Музее хранится 7 скульптур, которые она создала. Среди остальных экспонатов — набор гравюр Grotte de la Marche.
В Музее Сент-Круа представлены такие художественные направления XIX века, как ингрессия, символизм, неоклассицизм, ориентализм.
Искусство XX века представлено работами Вюйара, Мондриана, Боннара, Марке.
В августе 2010 года в музее открылась выставка "Прекрасный день: женщины-художницы, женщины-модели" (фр. "Belles de jour - Femmes artistes, femmes modèles"). На выставке были представлены разные периоды, которые относятся к истории искусства. Здесь можно было увидеть наскальные рисунки пещеры Ла Марш, и произведения, созданные в XX веке. На выставке демонстрировались авторские работы и те, для которых женщины были моделями. В период с 22 по 24 сентября в рамках выставки было запланировано проведение международного симпозиума для глубокого "арт-расследования" участия женщин в искусстве, чтобы восстановить историческую справедливость. Эта выставка была проведена в сотрудничестве с дворцом Люмьер в Эвиане и Музеем изящных искусств Нанта.
Посетить Музей Сент-Круа можно по единому билету, который также действует для музея Musée Rupert de Chievere. Музей Сент-Круа открыт с октября по май со среды по пятницу, время работы с 10:00 до 12:00 и с 13:15 до 17:00. По субботам и воскресеньям он открыт с 14:00 до 18:00. По вторникам — с 10:00 до 17:00. С июня по сентябрь музей работает со вторника по пятницу с 10:00 до 12:00, с 13:15 до 18:00. В субботу и воскресенье с 10:00 до 12:00 и с 14:00 до 18:00. Летом в июле и августе музей открыт для посещений по вторникам до 20:00.

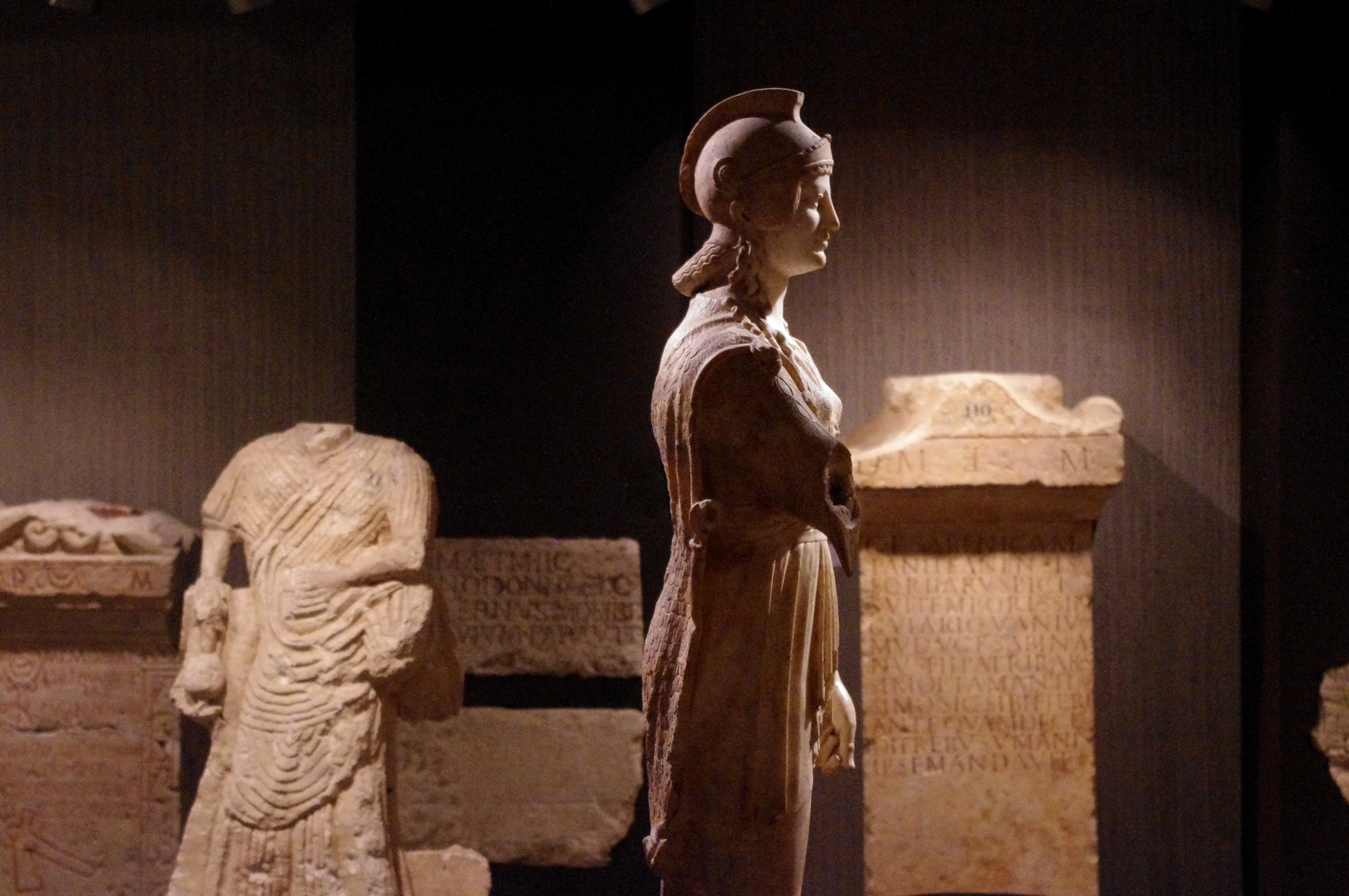
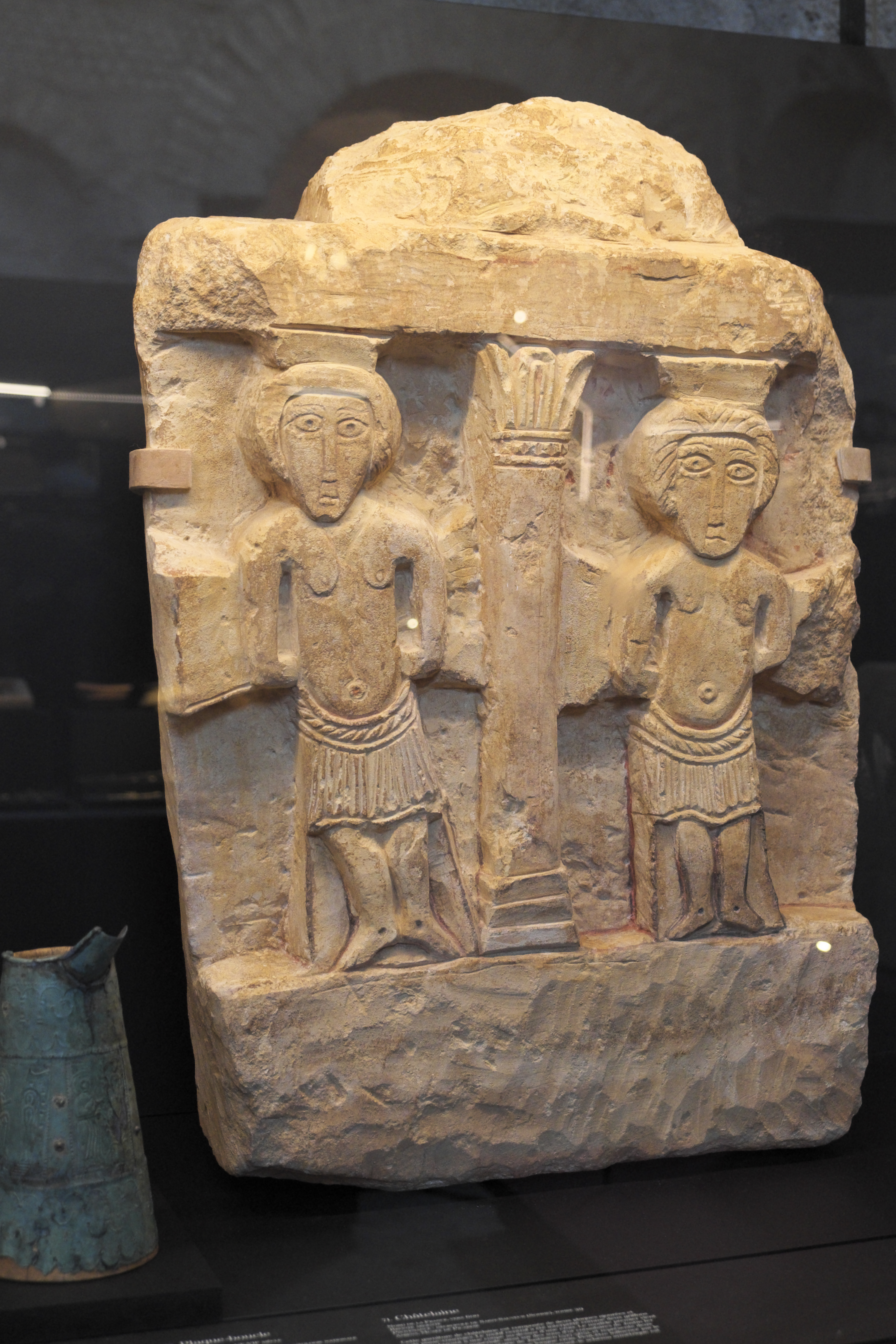
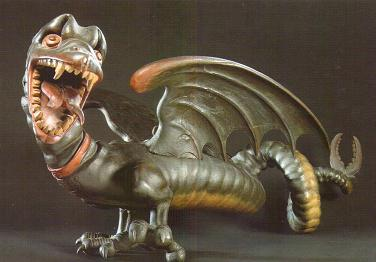
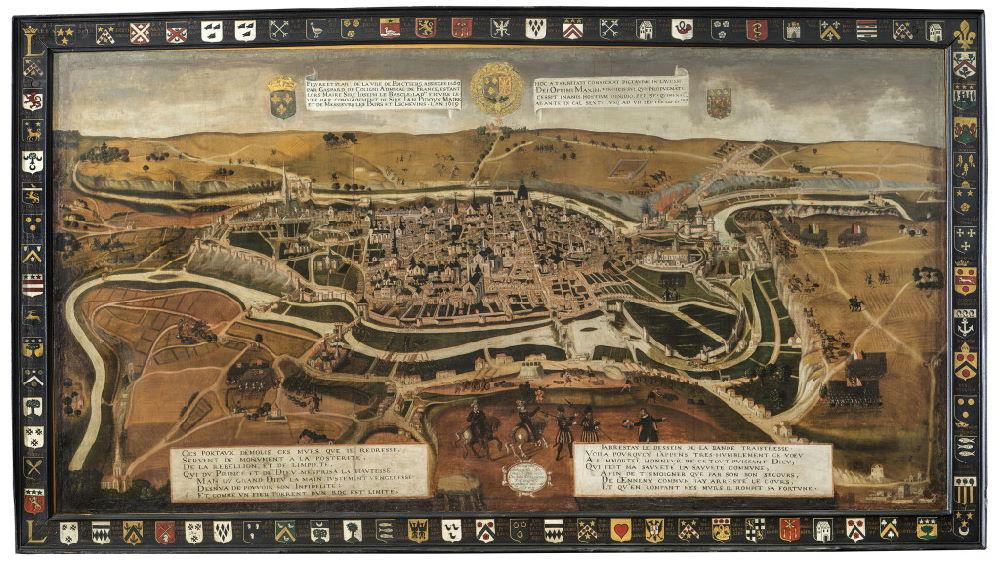